# Batalha de Verdun
A Batalha de Verdun (em francês:  Bataille de Verdun [bataj də vɛʁdœ̃]; em alemão:  Schlacht um Verdun [ʃlaxt ˀʊm ˈvɛɐdœŋ]), foi um combate travado entre 21 de fevereiro e 18 de dezembro de 1916, sendo a maior e mais longa batalha da Primeira Guerra Mundial na Frente Ocidental, colocando frente a frente os exércitos alemão e o francês. A luta aconteceu principalmente nas colinas ao norte da cidade histórica de Verdun-sur-Meuse, no nordeste da França. O 5º Exército Alemão atacou a principal região fortificada da cidade (Région Fortifiée de Verdun) e também as posições do 2º Exército Francês, na margem direita (a oeste) do rio Meuse. A ofensiva foi concebida para tentar quebrar o impasse das trincheiras na Europa Ocidental. Inspirados pela experiência adquirida durante a Segunda Batalha de Champagne, em 1915, os alemães planejavam capturar as colinas Meuse, uma excelente posição defensiva com boa visão para artilharia sobre toda Verdun. Os alemães esperavam que os franceses iriam comprometer todas as suas reservas estratégicas para recapturar ou manter Verdun, sofrendo perdas catastróficas no processo, numa batalha de aniquilação. O alto comando alemão esperava sofrer poucas baixas, arrastando os franceses numa longa batalha de atrito numa posição alta taticamente vantajosa. Todo o planejamento foi feito por Erich von Falkenhayn, o chefe do Estado-maior das forças armadas alemãs.
O tempo ruim atrasou os planos de ataque alemão até 21 de fevereiro, quando a investida começou com um grande bombardeamento de artilharia. O primeiro alvo, e o mais crucial, era Forte Douaumont, a principal defesa da região, e foi capturado pelos alemães em três dias. Depois deste triunfo, as forças imperiais alemãs tiveram problemas em avançar, com os franceses esboçando feroz resistência. A 6 de março, os reforços franceses chegaram, totalizando então vinte divisões na área de Verdun e as fortificações defensivas foram melhoradas. O general Pétain deu ordens para que nenhuma retirada fosse autorizada e organizou contra-ataques, expondo as forças francesas a artilharia alemã. Em 29 de março, as posições francesas já estavam bem sólidas e sua própria artilharia passou a fustigar os alemães, infligindo-os pesadas baixas.
Em março, após um mês de ataques, a ofensiva alemã se estendeu à margem leste do Meuse, para tentar parar a artilharia francesa que atirava por sobre o rio às colinas Meuse. Os alemães fizeram alguns progressos mas os franceses mobilizaram reforços e seguraram suas posições, a duras penas. No começo de maio, os alemães mudaram de tática novamente e passaram a fazer ataques localizados de tamanho médio e focar em contra-ataques, o que deu aos franceses a oportunidade de iniciar uma ofensiva para retomar o crucial Forte Douaumont. Os franceses foram inicialmente bem sucedidos, mas os alemães contra-atacaram, recapturando o forte e fazendo milhares de prisioneiros. As forças alemãs alternaram seus ataques em ambas as margens do rio Meuse e em junho capturaram o Forte Vaux. Os alemães continuaram suas ofensivas em direção ao último objetivo geográfico do plano original, em Fleury-devant-Douaumont e o Forte Souville. Os alemães abriram uma saliência (bolsão) nas defesas francesas, capturando Fleury e chegando a apenas 4 km da cidadela de Verdun.
Em julho de 1916, os alemães tiveram de retirar tropas da linha de frente em Verdun para reforçar suas posições no Rio Somme, onde os britânicos haviam lançado uma grande ofensiva e de 23 de junho a 17 de agosto, Fleury mudou de mão dezesseis vezes. Os alemães então focaram em tomar Forte Souville, mas falharam. Eles então tiveram de reduzir seus esforços mas tentaram manter os franceses ocupados na defesa de Verdun, para impedi-los de reforçar os britânicos no Somme. Entre agosto e dezembro, os franceses lançaram múltiplos contra-ataques, recuperando boa parte do terreno perdido na margem leste do Meuse e finalmente recuperando Forte Douaumont e Forte Vaux. Em meados de dezembro, Falkenhayn cancelou novas ofensivas e, com os franceses no controle de boa parte de Verdun, a batalha foi assim encerrada. Foram 302 dias de combates, fazendo desta batalha uma das mais longas da Primeira Guerra. Também foi uma das mais sangrentas. Segundo os historiadores Hannes Heer e K. Naumann, 377 231 franceses foram mortos ou feridos, enquanto os alemães perderam 337 000 soldados (entre mortos e feridos também), totalizando as perdas gerais em 714 231 (uma média aproximada de 70 000 por mês). Em 2014, William Philpott escreveu que o total de perdas em Verdun e nas regiões vizinhas pode chegar a 1 250 000 mortos, feridos, desaparecidos ou capturados. A batalha foi caracterizada também pelo terreno ruim, lama, doenças e outros tipos de privações que pesaram nos combatentes de ambos os lados, física e psicologicamente.

## Antecedentes históricos
Durante séculos, Verdun teve um papel muito importante na defesa da sua hinterlândia devido à sua posição estratégica junto do rio Meuse. Átila, o Huno, por exemplo, fracassou no cerco da cidade no século V. Quando o império de Carlos Magno foi dividido pelo Tratado de Verdun, em 843, a cidade tornou-se parte do Sacro Império Romano. A Paz de Vestfália, em 1648, entregou Verdun a França. Verdun teve um papel determinante na linha defensiva construída depois da Guerra Franco-Prussiana de 1870. Como forma de protecção contra a Alemanha ao longo da fronteira a leste, foi construída uma série de linhas de fortificações entre Verdun e Toul, e entre Épinal e Belfort. Verdun era a guardiã da entrada norte das planícies de Champagne, o que lhe dava um papel estrategicamente muito importante na aproximação à capital francesa, Paris.

## Sector de Verdun em 1914

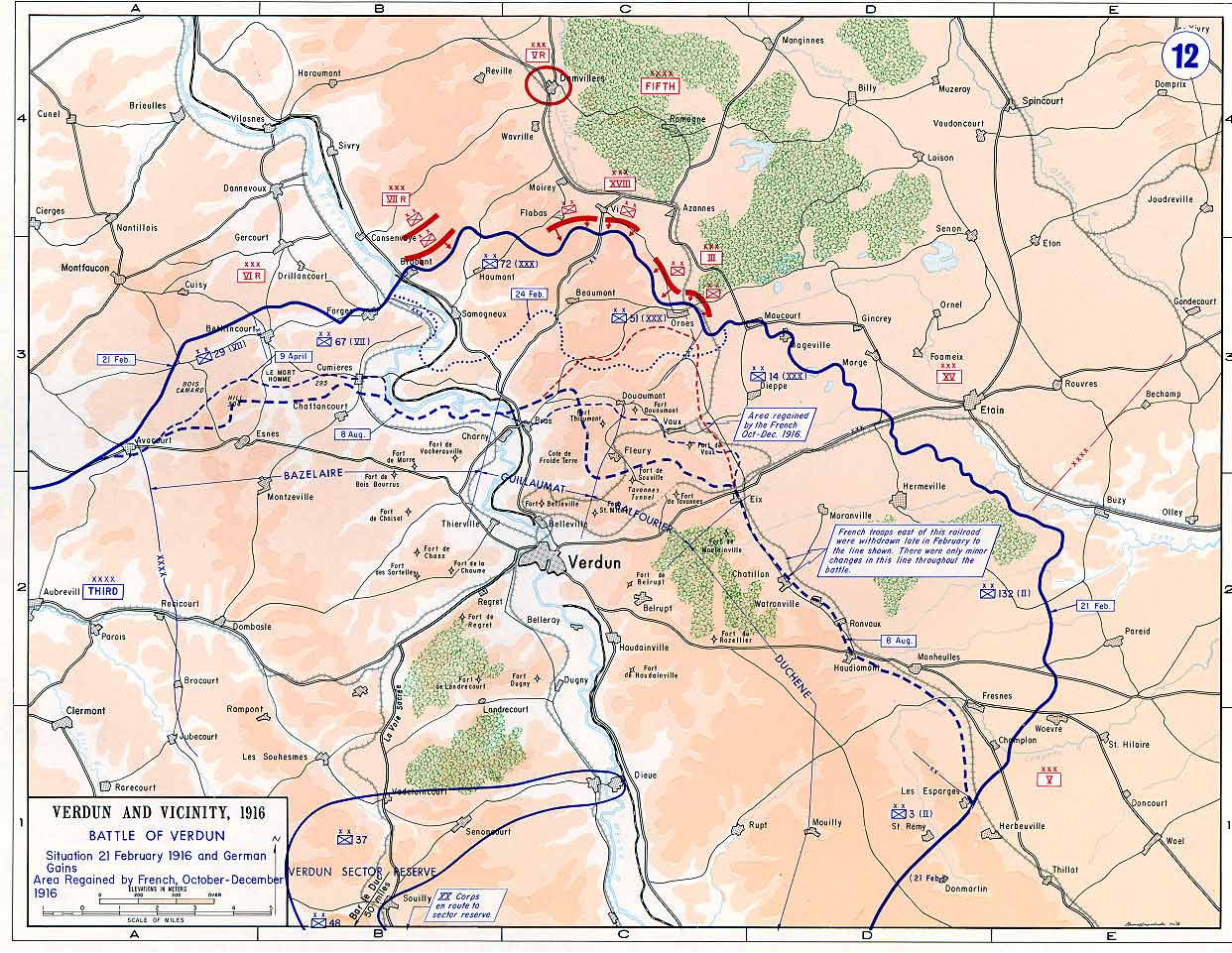
Mapa da batalha.

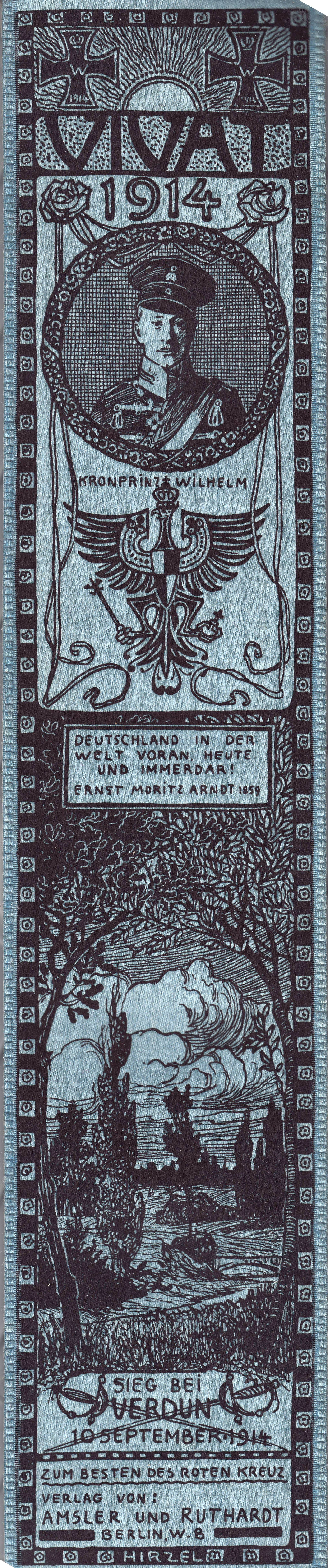
Fita Vivat comemorativa do papel do príncipe Guilherme na fase inicial da Batalha de Verdun (10 de Setembro de 1914).

Em 1914, no seguimento da invasão alemã a França, a Primeira Batalha do Marne (5 a 12 de Setembro) e a captura de Saint-Mihiel (a 24 de Setembro), criaram um saliente à volta de Verdun. Embora alguns fortes tenham sido alvo de bombardeamentos com o canhão pesado Big Bertha, não foram, contudo, ameaçados de captura.
O centro da cidade de Verdun era a cidadela construída por Vauban, no século XVII. No final do século XIX, foram também construídas instalações debaixo do solo para servirem de aquartelamento das tropas dentro da cidade. A cerca de 8 km dos muros da cidade de Verdun existia um anel circular composto por 18 fortificações subterrâneas (não incluindo 12 pequenos fortes ou redutos), muitas delas com torres de artilharia retracteis e de rotação, equipadas com canhões de 75 mm e 155 mm. Este conjunto de 18 fortes subterrâneos de protecção a Verdun foi construído com grande custo no início da década de 1880, e de acordo com com as especificações do Sistema Séré de Rivières. Os fortes de Verdun não eram homogéneos em termos de qualidade e dimensão, tendo, assim, diferentes níveis de resistência aos projécteis de artilharia.
Os fortes situados a norte e a leste de Verdun (p. ex. Forte Douaumont, Forte Vaux, Forte Moulainville) foram fortemente reforçados, no início de 1900, com topos de cimento e barras de aço em cima de terrenos com areia. Estes fortes reforçados receberam também armamento de 75 mm, instalados em casamatas (Casemates de Bourges) com vista a 180º, permitindo, assim, a defesa dos flancos nos intervalos entre os fortes. Contudo, algumas destas fortificações, nomeadamente, a oeste e a sul de Verdun (p. ex. La Chaume, Regret, Belrupt-en-Verdunois), nunca foram melhoradas.

## Estratégia alemã

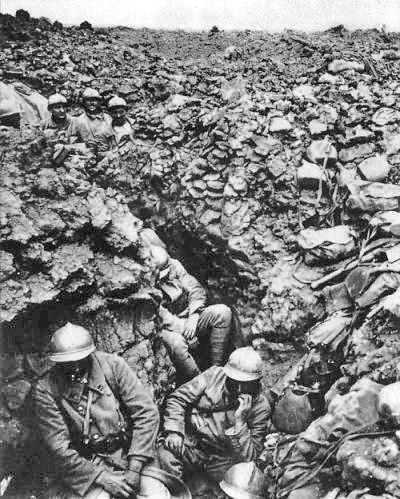
87.º Regimento francês entrincheirado em Hill 34, fora de Verdun

Após a invasão alemã da França ter sido bloqueada na Primeira Batalha do Marne, em Setembro de 1914, a guerra de movimentos deu lugar à guerra de trincheiras, em que nenhum dos lados conseguia progredir.
Em Abril de 1915, todas as tentativas de forçar a passagem pelos alemães em Ypres, pelos britânicos em Neuve Chapelle e pelos franceses na Batalha de Champagne e na Batalha de Artois, falharam, tendo como único resultado o elevado número de baixas.
De acordo com as suas memórias escritas depois da guerra, o Chefe-de-estado alemão, Erich von Falkenhayn, acreditava que, embora talvez não conseguissem avançar mais, o exército francês ainda poderia ser derrotado se sofresse um número considerável de baixas. Ele justificava os ataques as tropas francesas pois estava numa situação em que não podia retirar-se tanto por razões estratégicas como por orgulho nacional.
Verdun, rodeada por um anel de fortes, era um reduto e um saliente que entrava nas linhas alemãs e bloqueava uma importante linha de caminho-de-ferro que ía até Paris. Contudo, no início de 1916, a sua muito elogiada invulnerabilidade foi seriamente atingida. O general Joffre concluiu que, dada a queda fácil das fortalezas belgas em Liège e em Namur, este tipo de sistema defensivo era obsoleto e já não era eficaz contra os projécteis das armas pesadas dos alemães. Consequentemente, no seguimento de uma Directiva do Estado-Maior datada de 5 de Agosto de 1915, o sector de Verdun ficou sem 50 baterias e 128 000 munições de artilharia; esta retirada de equipamento decorria ainda em Janeiro de 1916. Além disso, os fortes de Douaumont e Vaux foram seleccionados para serem destruídos, e as cargas explosivas para a sua demolição já estavam colocadas quando teve início o assalto alemão a 24 de Fevereiro. Por fim, os 18 fortes de maior dimensão, e outras baterias perto de Verdun ficaram com menos de 300 armas e as munições foram reduzidas, enquanto que as suas guarnições foram reduzidas a pequenos grupos de manutenção.
Ao escolher Verdun, Falkenhayn optou por um local onde as circunstâncias materiais favoreciam uma bem-sucedida ofensiva alemã: Verdun estava isolada em três lados e o sistema ferroviário para a retaguarda francesa era limitado. Reciprocamente, os alemães controlavam uma posição do caminho-de-ferro a apenas 20 km a norte das suas posições. Numa guerra onde o lado material se dava vantagem, Falkenhayn acreditava numa vitória através do desgaste do inimigo, pois achava que os franceses iriam reagir de forma emocional caindo numa armadilha.
Falkenhayn afirmou nas suas memórias que, em vez de uma vitória militar tradicional, Verdun seria um meio de destruir o Exército francês. Falkenhyan apresenta no seu livro uma nota enviada ao Kaiser onde diz:
"A situação em França atingiu um ponto de ruptura. Um ataque em massa — que em qualquer dos casos está fora do nosso alcance — é desnecessário. Ao nosso alcance está a nossa capacidade de retenção de todos os homens que o Estado-maior francês enviar contra nós. Se eles o fizerem, as forças de França vão sangrar até à morte ".
No entanto, alguns estudos actuais por Holger Afflerbach e outros questionaram a autenticidade deste "memorando de Natal". Não existe nenhuma cópia desse memorando e a sua única referência aparece nas memórias pós-guerra de Falkenhayn. Os seus comandantes em Verdun, incluindo o príncipe alemão, negaram qualquer conhecimento de um plano baseado numa guerra de desgaste. Afflerbach acredita que talvez não fosse verdade que Falkenhayn tenha pensado numa batalha para para destruir o Exército francês mas, em vez disso, tenha proposto ex-post-facto o motivo para a ofensiva de Verdun para justificar o seu fracasso.
A ofensiva terá sido planeada para esmagar as fracas defesas de Verdun, desferindo, assim, um golpe fatal ao Exército francês. O sistema de comunicações ferroviário de Verdun foi cortado em 1915 e, assim, a cidade e os seus fortes ficaram dependentes de uma única estrada (a futura "Voie sacrée) e de uma estreita ferrovia ( o "Chemin de fer Meusien") para serem reabastecidos. Esta limitação logística aumentou a esperança dos alemães de que os franceses não conseguiriam aguentar uma defesa efectiva do sector de Verdun mais de que algumas semanas.

## Prelúdio
O sector de Verdun estava pouco defendido em 1916 pois cerca de metade da artilharia dos fortes tinha sido retirada durante o ano anterior, deixando apenas as armas pesadas retracteis nas torres. A guarnição dos fortes tinha também sido reduzida a pequenas equipas de manutenção, e alguns dos fortes aguardavam a sua demolição. Além disso, aquelas guarnições reportavam à administração central de Paris. Quando o general no comando do sector de Verdun foi inspeccionar o Forte Douaumont, em Janeiro de 1916, foi-lhe recusada a entrada pois não trazia a autorização necessária de Paris. Em Fevereiro de 1916, as informações que os franceses tinham sobre os preparativos alemães e um atraso do ataques devido a mau tempo, deu tempo ao Alto Comando francês de mobilizar duas divisões do 30º Corpo—a 72ª e a 51ª—para defender a zona. A força total francesa em Verdun era agora de 34 batalhões contra 72 do lado alemão. A artilharia  francesa ainda estava em maior desvantagem: cerca de 300 armas, a maior parte de 75 mm, contra 1 400 dos alemães, a maior parte delas pesadas e muito pesadas, incluindo morteiros de 14 e 16 polegadas.

### Fevereiro a Abril de 1916
O Alto Comando alemão pretendia dar início à ofensiva (nome de código Gericht, Julgamento) a 12 de Fevereiro. Contudo, o nevoeiro, a chuva torrencial e os ventos fortes atrasaram o seu início por uma semana. Devido ao atraso, a batalha começou às 07h15 do dia 21 de Fevereiro de 1916 com um bombardeamento de artilharia durante dez horas com 808 armas. Foram disparados cerca de 1 000 000 de projécteis numa frente de 30 km de comprimento por 5 km de largura. A maior concentração do bombardeamento deu-se nas posições francesas situadas na margem direita (leste) do rio Meuse. Mais de metade do bombardeamento alemão do primeiro dia foi efectuado por artilharia pesada; o armamento mais numeroso, 470 Obuses, eram de 150 mm e 200 mm. Foram também utilizados canhões super-pesados de longo alcance de 420 mm de calibre, dirigidos a alguns dos fortes da própria cidade de Verdun. Este fogo incessante de artilharia, Trommelfeuer (uma barragem de artilharia efectuada, não de forma sistemática, mas de forma aleatória) foi o bombardeamento e o conjunto de armas de artilharia em maior número desde o início da guerra. O som produzido pelo impacto no solo dos projécteis era sentido a 160 km. Este fogo em massa foi seguido de um ataque por três corpos do exército alemão (o III, o VII e o XVII). Os alemães utilizaram lança-chamas pela primeira vez para na guerra, para atacar as trincheiras. As novas tropas especiais, as Stosstruppen, seguiam de perto com espingardas e granadas de mão para atacar a restantes defesa. A táctica de choque que combinava artilharia e infantaria em larga escala apanhou de surpresa os franceses, e fê-los perder muito terreno no início. O bombardeamento pulverizou por completo as trincheiras francesas, linhas telefónicas e posições de metralhadoras. Como a infantaria sofreu pesadas baixas durante os bombardeamentos, as tropas de choque alemães avançaram. Embora os poucos sobreviventes franceses tenham continuado a resistir em todos os lados, no final do primeiro dia as tropas de assalto alemãs apenas tinham sofrido 600 baixas.

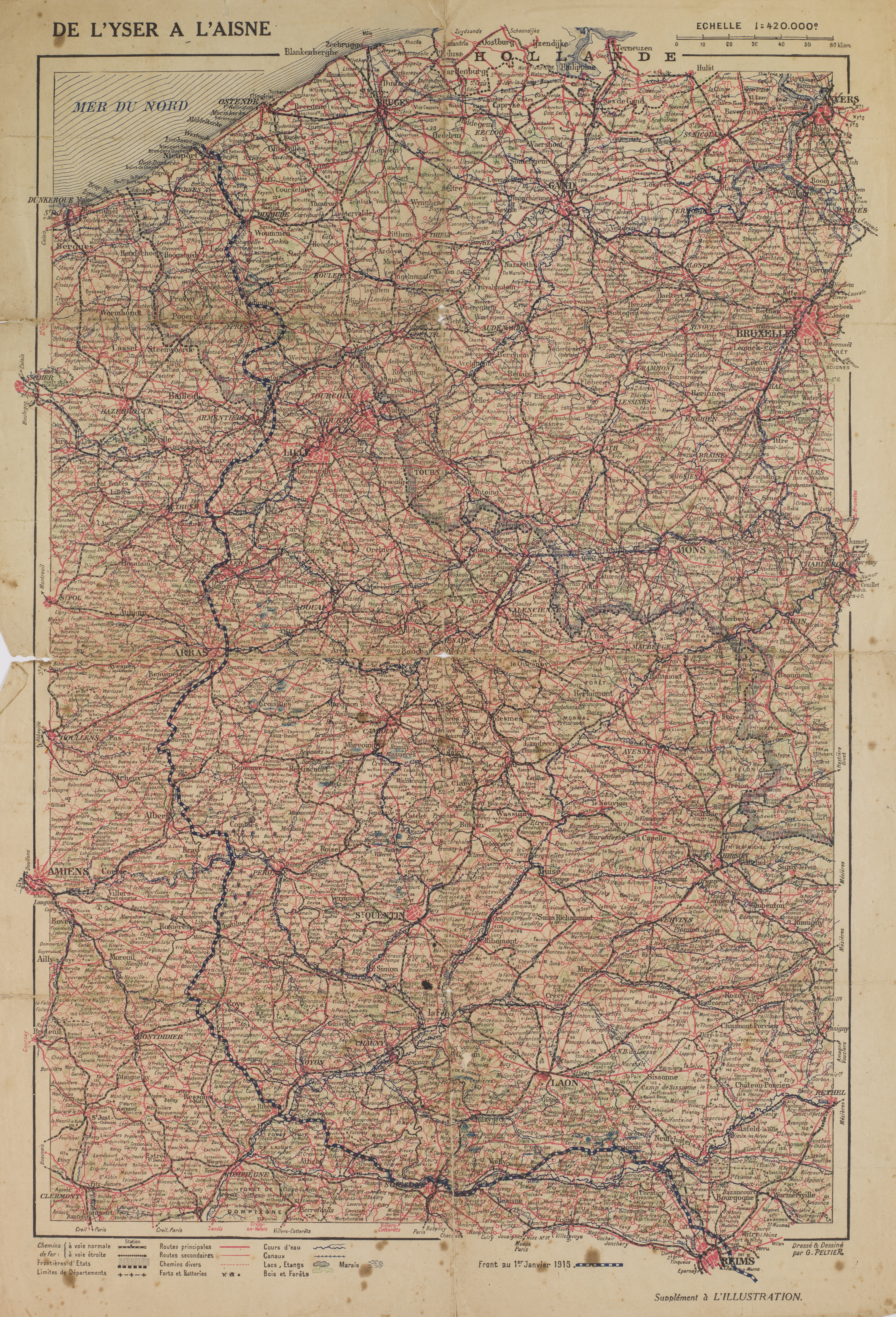
Linha de frente em 1 de janeiro de 1916.

A 22 de Fevereiro, as tropas especiais germânicas tinham avançado 5 km e capturado o Bois des Caures, no limite da vila de Flabas, após dois batalhões franceses comandados pelo coronel Émile Driant lhes terem feito frente durante dois dias, e forçado-os a recuar para Samogneux, Beaumont e Ornes. Mais tarde nesse dia, o coronel Driant foi morto, com a sua espingarda na mão, a combater com os 56º e 59º Batalhões de Caçadores a Pé. Apenas os chasseurs franceses conseguiram escapar. Por falta de boas comunicações, só agora é que o Alto Comando francês se apercebeu da gravidade do ataque. Os alemães capturaram a vila de Haumont, mas as forças francesas conseguiram neutralizar um ataque alemão à vila de Bois de l'Herbebois.
A 23 de Fevereiro, um contra-ataque francês a Bois des Caures foi anulado pelos alemães. Os duros combates em Bois de l'Herbebois continuaram, mas os alemães conseguiram cercar as defesas francesas do Bois de Wavrille e capturar essa posição. Os alemães também sofreram muitas baixas durante o ataque a Bois de Fosses. As forças francesas mantiveram o controlo da vila de Samogneux, apesar dos difíceis combates. Contudo, as tropas de choque alemãs continuaram a expulsar a infantaria francesa da sua primeira linha de defesa.
No dia 24 de Fevereiro, os homens do XXX Corpo foram forçados a abandonar a sua segunda linha de defesa, mas foram salvos de um desastre maior com o apoio do XX Corpo liderado pelo general Balfourier. O XX Corpo tinha por objectivo substituir o XXX Corpo, mas assim que chegaram entraram logo em combate. Nessa noite, o Chefe-de-Estado do Exército francês, general de Castelnau, informou o seu comandante-chefe, general Joffre, de que o 2.º Exército francês, comandado pelo general Philippe Pétain, deveria ser mobilizado urgentemente para reforçar o sector de Verdun. Entretanto, os alemães estavam agora a controlar Beaumont, o Bois des Fosses, o Bois des Caurières e dirigiam-se para a ravina de Hassoule que dava directamente para o Forte Douaumont.
Às 16:30 h do dia 24 de Fevereiro, a infantaria alemã de três companhias do 24.º Regimento de Brandenburg preparam-se para capturar a peça central do sistema francês de fortificações: o Fort Douaumont. O primeiro grupo de ataque a entrar no forte foi liderado pelo tenente Eugen Radtke, Hauptmann Hans Joachim Haupt e Oberleutnant Cordt von Brandis (depois da guerra, um oficial Feldwebel Kunze reclamou para si o facto de ter sido o primeiro a entrar no Forte Douaumont, mas este facto nunca foi confirmado oficialmente). O grupo de ataque alemão, composto por 19 oficiais e 79 soldados, rapidamente derrotou a pequena guarnição francesa de manutenção, 68 homens, forçando a sua rendição. Na realidade, não chegou a haver troca de tiros entre ambos os lados. Por serem os oficiais com o posto mais alto do grupo de ataque, von Brandis e Haupt receberam a mais alta condecoração militar, Pour le Mérite, pelo seu sucesso nesta acção.
Douaumont era o maior forte do sistema defensivo de Verdun. Foi construído antes da guerra para acomodar uma guarnição de 477 homens e sete oficiais. Dispunha de duas torres de artilharia retráctil e rotativa, quatro canhões de 75 mm instalados em casamatas laterais ("Casemates de Bourges") e duas tores com metralhadoras retrácteis Hotchkiss M1914. O fosso profundo à volta do forte podia ser varrido pelo fogo de cinco casamatas ("coffres") cada uma com uma metralhadora Hotchkiss de 37 mm rotativa. Contudo, a situação do Forte de Douaumont em Fevereiro de 1916 era bastante diferente. Primeiro, um oficial chamado Chenot era o militar com o posto mais alto dentro do forte e o comandante ‘’de facto’’ da guarnição de manutenção técnica. A Hotchkiss regular continuava instalada nos níveis mais baixos do forte. As quatro armas de 75 mm das casamatas laterais (Casemates de Bourges) foram todas removidas em 1915. A ponte levadiça, a qual ficou danificada em posição aberta por um projéctil alemão, nunca foi reparada. As coffres (paredes das casamatas) que protegiam os fossos do forte, e que dispunham de canhões rotativos Hotchkiss, foram deixados ao abandono e, assim, os fossos ficaram sem qualquer tipo de protecção contra a entrada dos alemães. Mais de 900 kg de cargas explosivas já tinham sido colocadas dentro do forte para, eventualmente, o demolir. A consequência por estes actos de negligência, que podem ser atribuídos à decisão tomada em Julho de 1915 de desarmar os fortes de Verdun, foi estimado, mais tarde, em cerca de 100 000 baixas francesas.

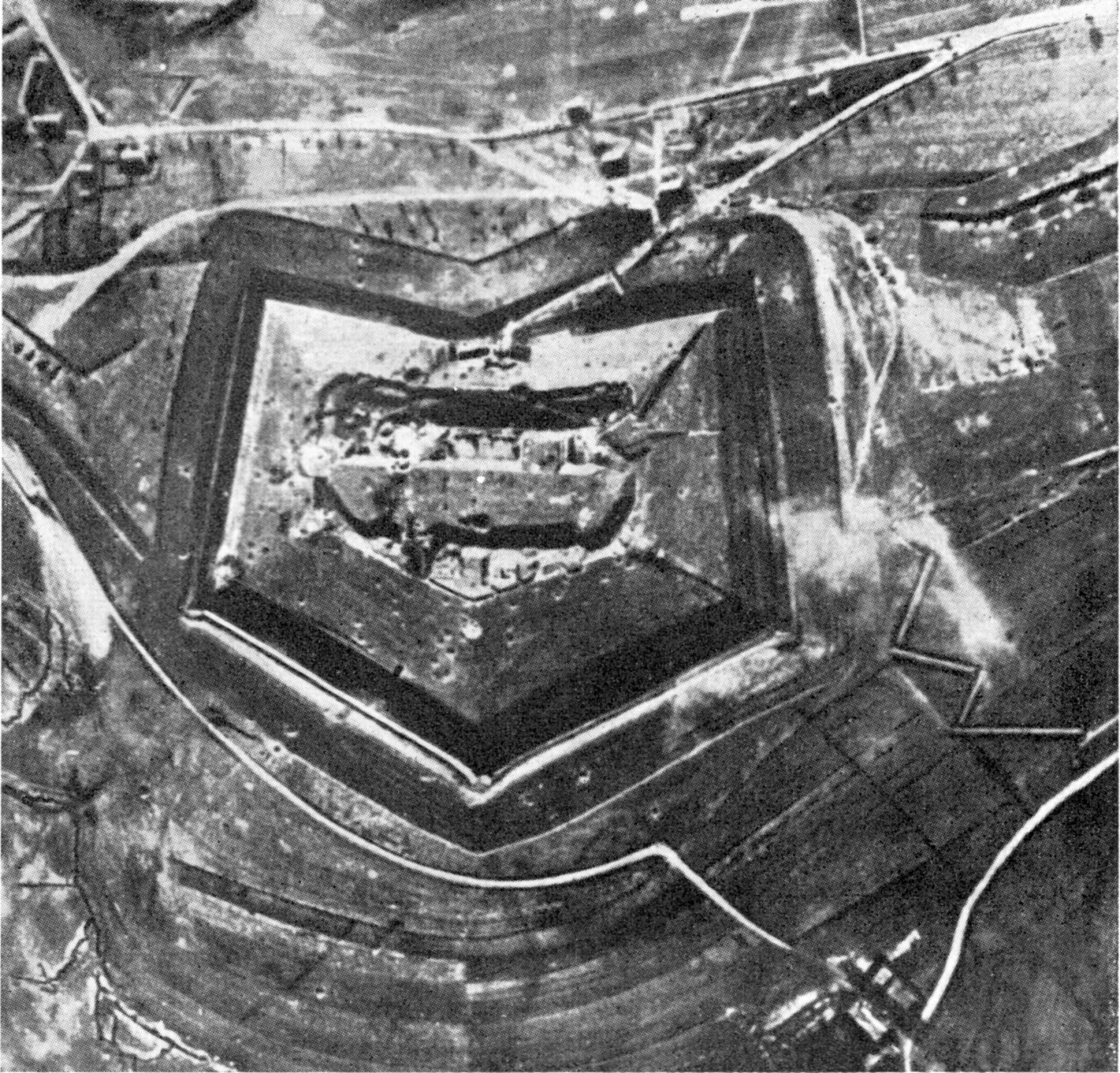
A fortaleza de Douaumont antes da batalha (fotografia aérea alemã).

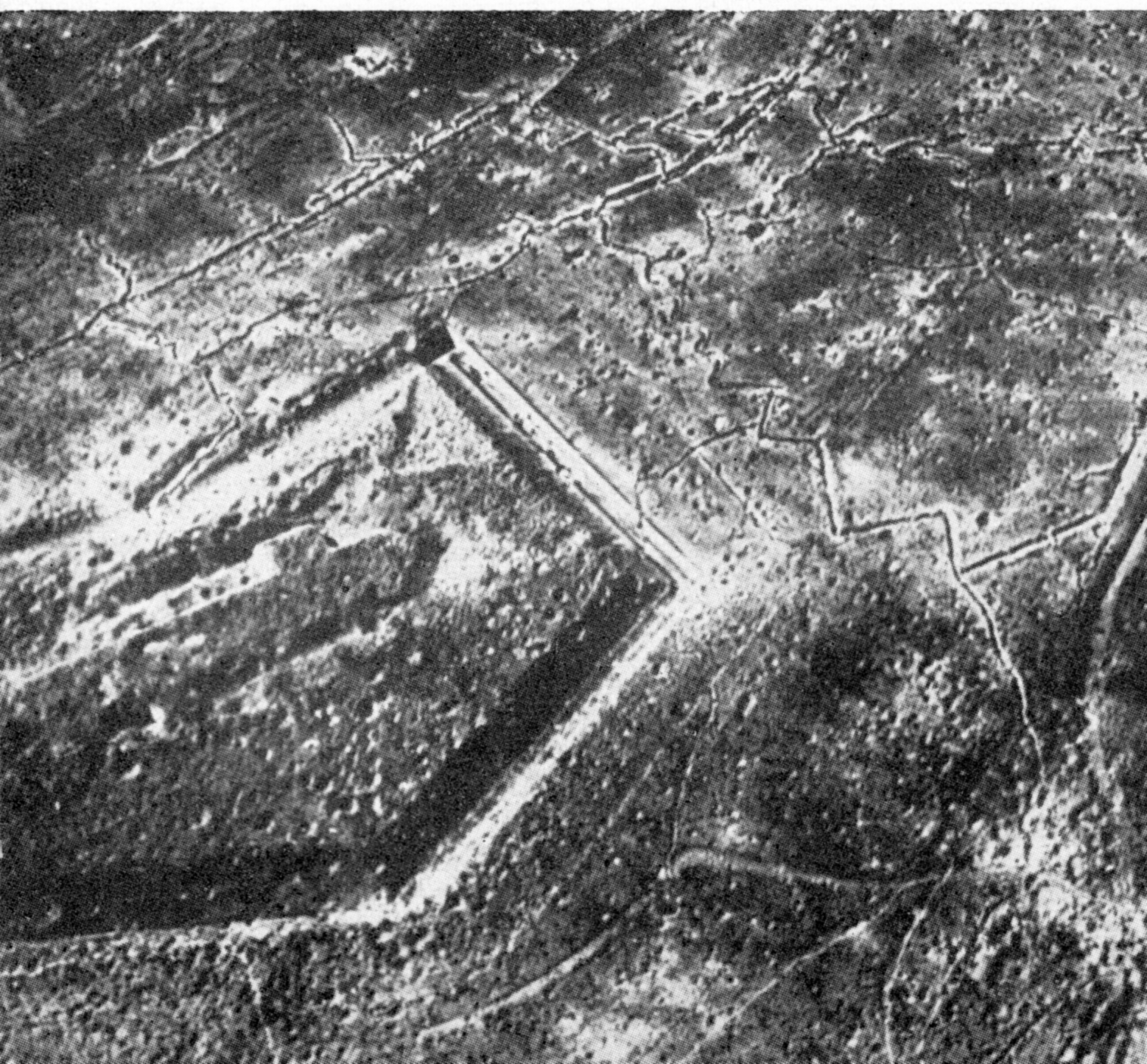
A fortaleza Douaumont depois da batalha.

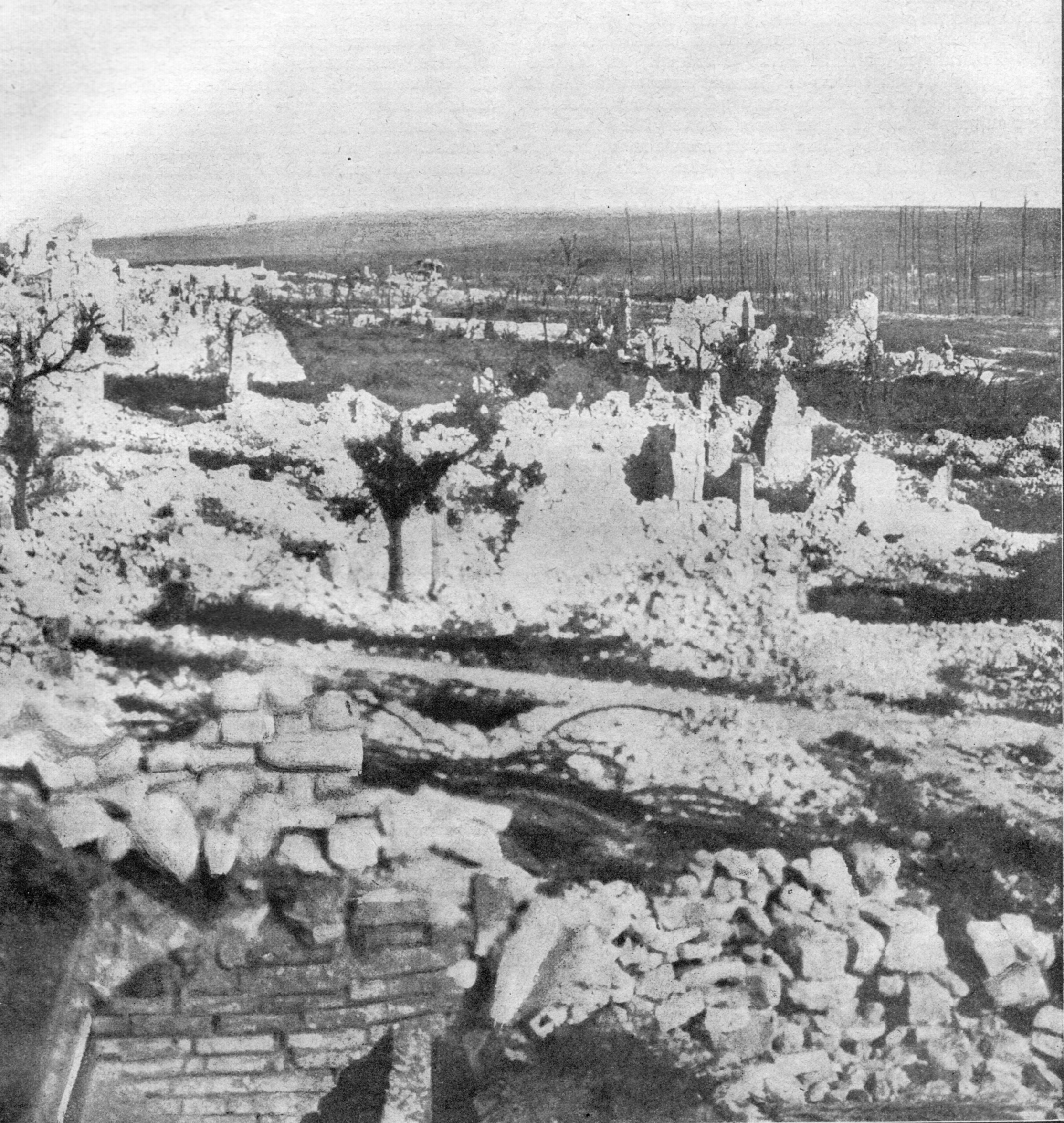
Ruínas da pequena cidade de Haucourt.

Castelnau nomeou o general Philippe Pétain para comandante da área de Verdun e deu ordens para mobilizar o 2.º Exército francês para esse sector da batalha. Pétain tomou posse a 25 de Fevereiro nomeando o coronel Maurice de Barescut, conhecido há muito tempo de Pétain, como responsável pelo sector de Verdun. Outro conhecido do general Petain, coronel Bernard Serrigny, ficou responsável pela parte operacional. Pétain decidiu que as guarnições das fortalezas de Verdun tinham que receber reforços para formar os principais baluartes de uma nova defesa. Elaborou novas linhas de resistência em ambas as margens do rio Meuse e deu ordens para estabelecer uma posição de barragem ao longo de Avocourt, Forte de Marre, os limites norte de Verdun, e Forte de Rozellier. A linha Bras-Douaumont foi dividida em quatro sectores, cada qual com novos soldados franceses do 20.º Corpo "Iron". A sua principal tarefa era retardar os avaços alemães com contra-ataques.
A 29 de Fevereiro, o ataque germânico foi bloqueado por um forte nevão junto de Douaumont e por uma dura defesa pelo 33ª Regimento de Infantaria, que tinha sido comandado pelo próprio Pétain anos antes da guerra. O capitão Charles de Gaulle, futuro presidente e líder da França Livre, era comandante de uma companhia neste regimento, e foi ferido e feito prisioneiro perto de Douaumont, durante a batalha. Este abrandamento deu tempo aos franceses de mobilizar 90 000 e 21 000 toneladas de munições desde Bar-le-Duc até Verdun. Toda esta logística foi efectuada ininterruptamente, dia e noite, por camiões ao longo de uma estrada interior, a "Voie Sacrée". A linha de caminho-de-ferro que atravessava Verdun antes da guerra foi desactivada em 1915.
Tal como em muitas ofensivas anteriores na Frente Ocidental, as tropas alemãs perderam o apoio da artilharia pois avançavam demasiado depressa nas fases iniciais do ataque. Com o campo de batalha transformado num mar de lama, devido ao bombardeamento contínuo, era cada vez mais difícil para a artilharia avançar no terreno inclinado. O avanço a sul da infantaria alemã colocou-a ao alcance da artilharia francesa do lado oposto do rio Meuse. Cada novo avanço para sul, em direcção a Verdun, tornou-se mais difícil que os anteriores pois as unidades do 5º Exército alemão estavam sob o fogo da artilharia de Pétain instalada do lado oposto, ou da margem oeste, do rio Meuse. Quando a vila de Douaumont foi finalmente capturada pela infantaria alemã a 2 de Março de 1916, os alemães tinham sofrido cerca de 2 000 baixas. Quatro regimentos de infantaria alemã tinham sido dizimadas.

Incapazes de progredirem mais de forma frontal para Verdun, os alemães voltaram-se para os flancos, atacando na margem oeste, ou lado esquerdo, do rio Meuse nas colinas de Le Mort Homme, a 6 de Março, e Côte (Hill) 304, a 20 de Março. Os preparativos da artilharia alemã, e o seu seguimento, envolveu 800 armas pesadas  que terão disparado perto de quatro milhões de projécteis e transformado as duas colinas em vulcões de lama e pedras. O cume do Côte 304 passou de uma altitude de 304 m para 300 m, de acordo com um estudo depois da guerra. A colina Mort Homme abrigou baterias francesas de armamento terrestre que durante muito tempo prejudicou o progresso alemão até Verdun, na margem direita. As baterias também estavam localizadas numa posição que permitia ver todo o flanco esquerdo da batalha.
Depois dos fortes ataques em Bois des Corbeaux, e depois de o perder após um determinado contra-ataque das forças francesas, os alemães lançaram outro assalto a Le Mort Homme, a 9 de Março, e, desta vez, a partir de Béthincourt para noroeste. Também cercaram o Bois des Corbeaux pela segunda vez, mas um custo muito elevado, antes de, finalmente, ocuparem Le Mort Homme e Côte 304. Durante este avanço bem sucedido, capturaram as vilas destruídas de Cumières e Chattancourt.

### Maio a Junho de 1916
Em Maio de 1916, a principal acção foi a tentativa francesa, fracassada, de reocupar o Forte Douaumont. O assalto foi planeado pelo recentemente promovido general Robert Nivelle e executado numa frente muito estreita sob o comando do general Charles Mangin. Envolveu três divisões de infantaria apoiadas por 300 armas de calibre 75 mm e obuses de 6 e 12 polegada. O ataque teve início no dia 22 de Maio depois de um pré-bombardeamento pela artilharia. Três dias mais tarde, a tentativa francesa falhou, embora a infantaria tenha ocupado o Forte Douaumont por 12 horas. Mangin foi culpado por esse fracasso e recusou uma nova tentativa. A um nível hierárquico mais alto, também Pétain se recusou a apoiar uma nova tentativa de recapturar Douaumont, justificando-se por não ter artilharia pesada disponível.
Mais tarde nesse mês, os ataques alemães deixaram a margem esquerda (Mort-Homme e Côte 304) e viraram-se, agora, para a margem direita, a sul do Forte Douaumont. O novo objectivo era o Forte Vaux o qual foi sujeito a um fogo contínuo da artilharia pesada de cerco alemã. Depois de um ataque final iniciado a 1 de Junho por cerca de 10 000 tropas de choque, o topo do forte foi ocupado no dia seguinte. Contudo, as casamatas subterrâneas do For Vaux continuaram sob controlo francês. Nos cinco dias seguintes, tiveram lugar duros combates corpo-a-corpo, barricada a barricada, nos estreitos corredores do forte. A guarnição francesa, liderada pelo major Raynal, acabou por se render a 7 de Junho, depois de terem ficado sem água. Até este ponto, as baixas tinham sido pesadas para ambos os lados. O general Pétain tinha tentado poupar as suas tropas ficando na defensiva, mas tinha sido substituído a 18 de Maio do seu comando de Verdun e nomeado para a liderança do Grupo do Exército Central, que ainda incluía o sector de Verdun. O general Pétain tinha sido substituído pelo general Robert Nivelle que tinha uma filosofia mais atacante era da arma de artilharia.

## Junho a Julho de 1916

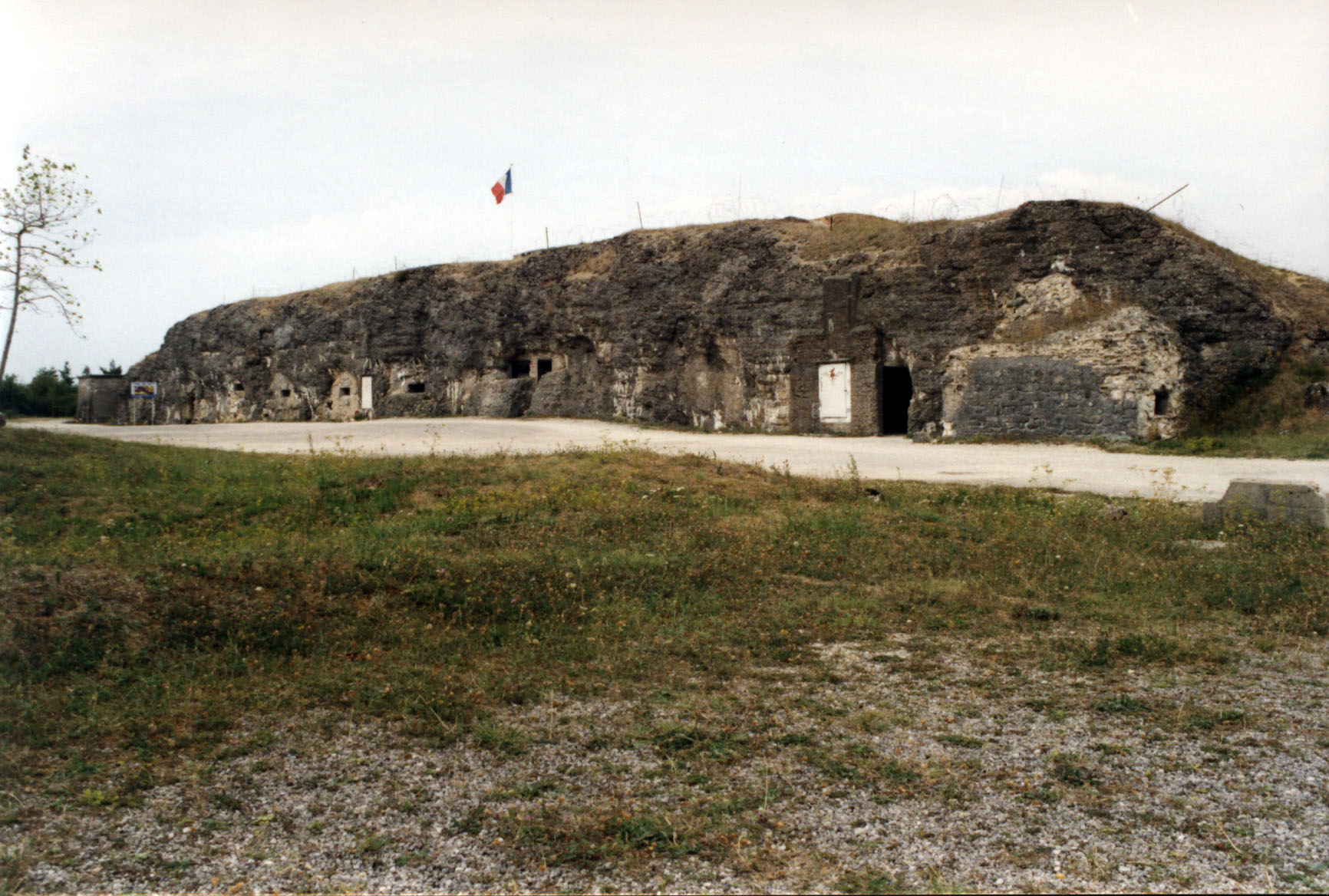
Vista actual do Forte Vaux, perto de Verdun.

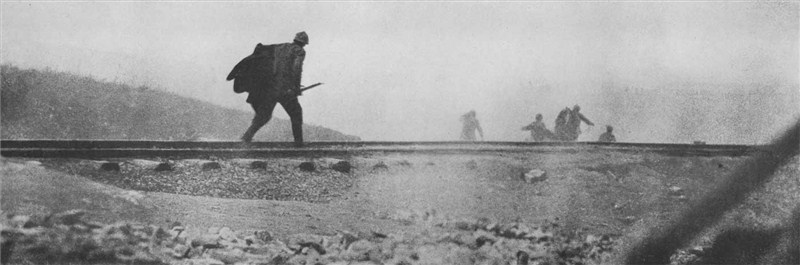
Ataque francês debaixo de fogo de artilharia.

O passo táctico seguinte dos alemães, na margem direita ado rio Meuse, era continuar a pressão a sul em direcção à cidade de Verdun. A primeira acção, a 21 de Junho, das tropas de assalto alemãs, 60 000 homens, foi a captura do reduto de Thiaumont e a vila destruída de Fleury. A 22 de Junho, as tropas alemãs lançaram mais de 116 000 projécteis de gás fosgênio para as posições entrincheiradas francesas, onde se encontrava Marcel Dupont. A toxicidade do gás fez 1600 baixas. Antes do ataque final a Verdun, os alemães tinham que capturar o Forte Souville. Consistia numa segunda linha de fortificação cujos níveis mais altos já tinham sido destruídos pelos projécteis pesados dos alemães, deixando intactos os corredores mais fundos do forte. Para se prepararem para o assalto a Souville, os alemães, a 10 de Julho, tentaram incapacitar as tropas de artilharia francesas com um ataque com gás disfogénio, lançando mais de 60 000 granadas (chamadas de "Gás da Cruz Verde"). O ataque surtiu pouco efeito pois as tropas francesas tinham-se prevenido, no início de 1916, com máscaras de gás M2, próprias para este tipo de projécteis.
Entretanto, a artilharia pesada alemã atacou Forte Souville, e as zonas próximas, com mais de 300 000 projécteis incluindo uns de 14 polegadas, dirigidos ao próprio forte. No entanto, quando chegou a hora do assalto, o caminho que levava até ao Forte Souville estava cheio de infantaria alemã que ficaram debaixo do fogo da artilharia francesa. O que restou das tropas de assalto alemães (bávaras e Alpen Korps) foi ainda mais dizimada por cerca de 60 metralhadoras, liderados pelo tenente Kleber Dupuy, que tinha saído das ruínas do forte e estabelecido posições na sua forte estrutura. Menos de 100 soldados da infantaria alemã conseguiram escapar aos disparos e alcançaram o topo do forte a 12 de Julho. Dessa posição, conseguiam ver os telhados da cidade de Verdun e o pináculo da sua catedral. Dizimados por granadas de mão e pela artilharia de 75 mm, tiveram que optar entre retirar-se para as suas linhas de partida ou render-se. Assim, o Forte Souville, na manhã do dia 12 de Julho de 1916, tornou-se um marco de uma ofensiva alemã fracassada contra Verdun. Actualmente, a estrutura destruída do Forte Souville é apenas parcialmente visível dadas as enormes crateras cheias de água, provocadas pela artilharia, e pela densa vegetação.
Entretanto, enquanto Souville estava sob ataque, o início da Batalha do Somme, a 1 de Julho, forçou os germânicos a retirar alguma da sua artilharia de Verdun para fazer face à ofensiva das forças conjuntas anglo-francesas a norte. A Batalha do Somme foi lançada, em parte, para retirar a pressão sob os franceses em Verdun.
No final de 1916, as tropas alemãs estavam desgastadas e Falkenhayn tinha sido retirado das suas funções como Chefe-de-Estado Maior por Paul von Hindenburg. O novo responsável, Erich Ludendorff, depressa iniciou um novo período de quase ditadura na Alemanha.

### Contra-ofensivas francesas no final de 1916 e Agosto de 1917
Os franceses lançaram uma grande contra-ofensiva para recapturar Douaumont em Outubro de 1916 (a Primeira Batalha Ofensiva de Verdun). O seu mentor foi o general Nivelle, um oficial com grande experiência na utilização da artilharia. A acção preliminar, que demorou seis dias, consumiu 530 000 projécteis de artilharia de 75 mm e 100 000 de 155 mm, sem ter em conta os calibres mais pesados. O assalto final ao Forte Douaumont combinou um fogo de barragem seguido de um ataque da infantaria coordenado para que as metralhadoras inimigas não fossem capazes de entrar em acção.
Antes do assalto, dois canhões franceses Saint-Chamond instalados em carris, a 13 km a sudoeste de Baleycourt, infligiram sérios danos na estrutura do forte com os seus projécteis de 400 mm e 900 kg de peso cada. Pelo menos vinte desses projécteis atingiram o forte, e seis deles chegaram mesmo a penetrar nos níveis subterrâneos antes de explodirem. Os alemães evacuaram, parcialmente, Douaumont, que foi recapturado a 24 de Outubro pelos fuzileiros franceses e pela infantaria colonial francesa. A 2 de Novembro, os alemães saíram do Forte Vaux o qual também estava sob fogo dos mesmo canhões pesados.
Uma ofensiva mais alargada, planeada pelo general Nivelle e posta em acção pelo general Mangin, teve início a 15 de Dezembro e empurrou os alemães para a linha de onde partiram em Fevereiro. Em 36 horas, os franceses fizeram 11 387 prisioneiros, incluindo 284 oficiais, e capturaram 115 peças de artilharia. Alguns oficiais superiores alemães queixaram-se a Mangin acerca da falta de conforto das suas celas, ao que ele respondeu: "Lamentamos, cavalheiros, mas não esperávamos tantos.". Sem dúvida, o moral alemão em Verdun tinha começado a cair após o fracasso no cerco do Forte Souville, e mais tarde depois da perda do Forte Douaumont.

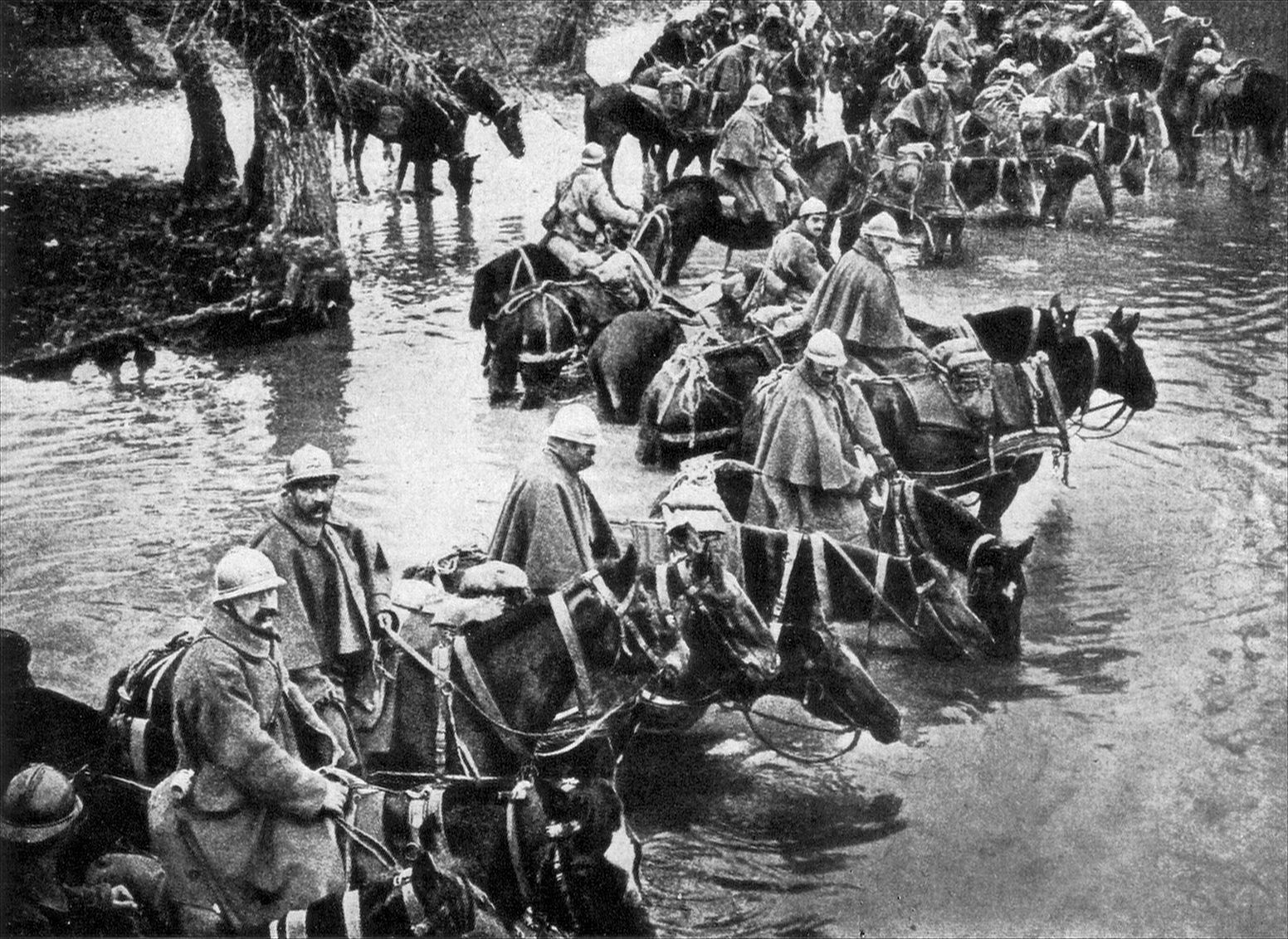
Tropas de reserva francesas a atravessar um rio em direcção a Verdun.

A 20 de Agosto de 1917, uma segunda batalha de Verdun, mais limitada em termos geográficos, teve lugar na margem esquerda do rio, no seguimento de um pesado bombardeamento de preparação do terreno (cerca de 2 000 projécteis disparados numa área de 4 km de comprimento por 0,5 km de largura. Em apenas quatro dias, as tropas de assalto francesas recapturaram Mort-Homme e Côte 304. Também ocuparam  túneis subterrâneos alemães - Bismarck, Kronprinz e Gallwitz -  que ligavam as linhas da frente germânicas à sua retaguarda po baixo das colinas de Mort-Homme e Cote 304. Até ao Amistício, o sector de Verdun continuou uma zona de batalha activa onde os dois adversários nunca pararam de lutar, em combates locais, com grandes perdas humanas.
Durante o Verão de 1916, o descontentamento começou a espalhar-se entre as tropas francesas. A partida do general Pétain do comando de Verdun, a 1 de Junho de 1916, e a sua substituição pelo general Nivelle, teve um impacto negativo no moral dos homens; cinco regimentos de infantaria chegaram a ter episódios de indisciplina colectiva. Além disso, apenas 10 dias depois de Nivelle ter assumido funções, dois tenentes franceses, Henri Herduin e Pierre Millant, foram executados sumariamente, a 11 de Junho de 1916, at Fleury-devant-Douaumont. As execuções foram ilegais pois não passaram por um tribunal militar ou outra forma de julgamento.
Dez anos mais tarde, em 1926, depois de um inquérito que ficou célebre, os tenentes Herduin e Millant tiveram o seu curriculum militar limpo.
De um modo geral, a natureza dura da batalha de Verdun continuou até ao Armistício com a Alemanha a 11 de Novembro de 1918. O último grande combate no sector de Verdun teve lugar durante a ofensiva de Meuse-Argonne, levada a cabo, com sucesso, pela Força Expedicionária Americana (FEA), desde 12 de Setembro até ao Armistício.

## Resultado
A Batalha de Verdun terminou com uma vitória táctica francesa, mas com perdas humanas muito altas para ambos os lados. O Alto Comando alemão fracassou prossecução dos seus dois objectivos – capturar a cidade de Verdun e provocar um número muito elevado de baixas aos franceses; de facto, os alemães sofreram sensivelmente as mesmas baixas que os franceses. No final da batalha, em Dezembro de 1916, o 2º Exército francês expulsou as tropas alemãs que estavam à volta de Verdun, mas não totalmente para as posições iniciais de Fevereiro de 1916.

## Baixas francesas e alemãs

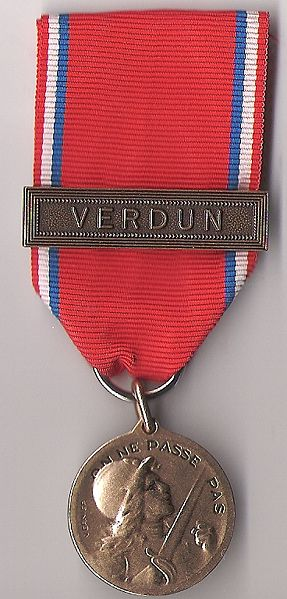
A declaração do general Nivelle On Ne Passe Pas! (Eles não passarão!) numa medalha francesa comemorativa da Batalha de Verdun.

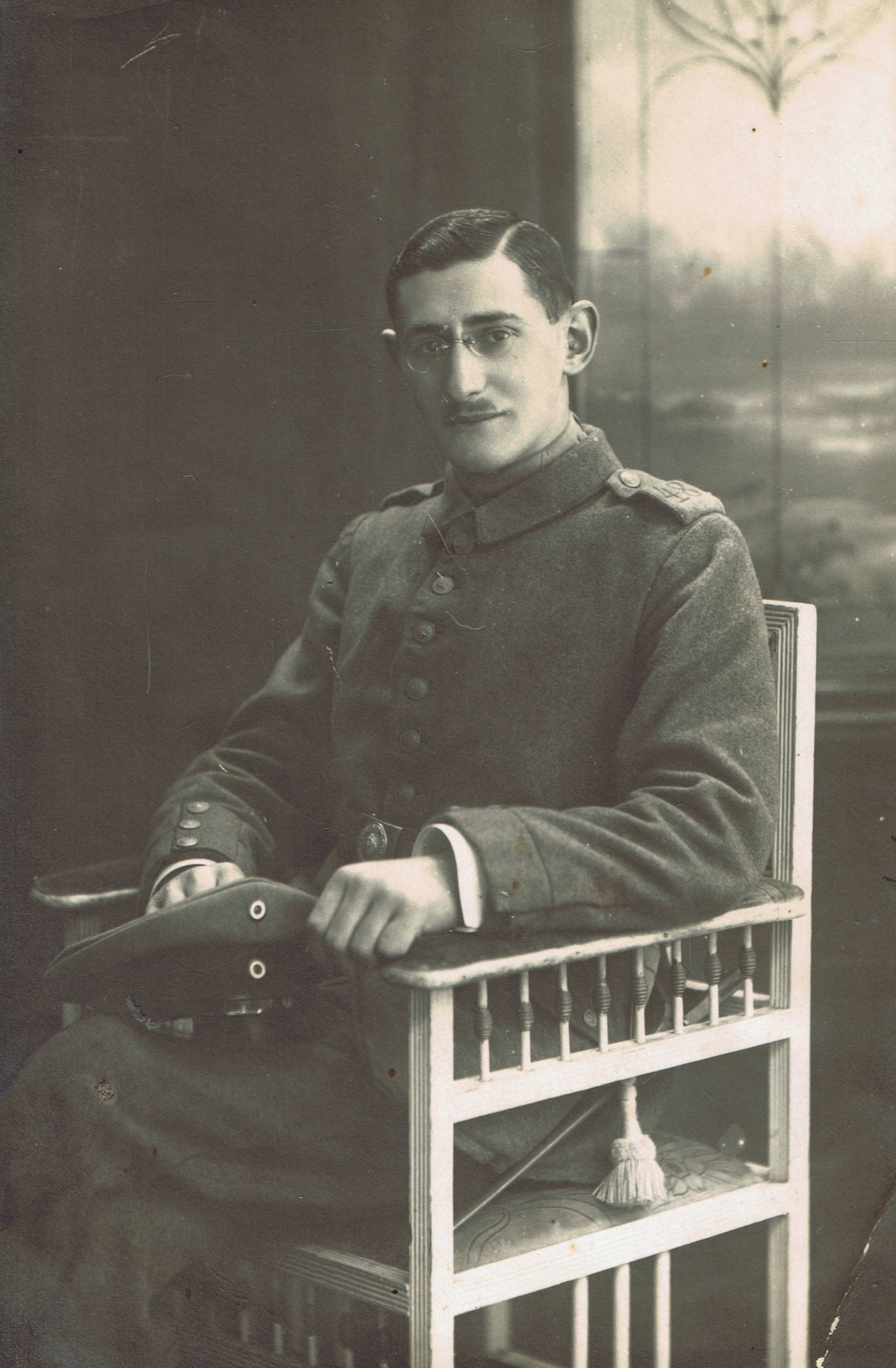
Soldado alemão do Regimento de Infantaria von Stülpnagel (5.Brandenburgisches) Nr.48 de Küstrin (antes ou durante a Guerra).

As Potências Centrais - Alemanha e Áustria-Hungria – estavam a combater em duas frentes em 1916: Rússia e Frente Ocidental. A sua estratégia passava por provocar mais baixas ao adversário do que aquelas que iriam sofrer. O Exército alemão conseguiu atingir este objectivo na Rússia entre 1914 e 1915. Para além deste resultado, também tinham que infligir um tal número de vítimas ao Exército francês que este entraria em colapso. Para atingir este objectivo, o Exército francês tinha que ser levado a uma situação da qual não podia escapar por razões estratégicas e de orgulho nacional. Os alemães também contavam com a sua artilharia pesada e superpesada para causar baixas mais duras do que a artilharia francesa, mais fraca, de 75 mm.
Na realidade, o objectivo alemão de infligir muitas baixas ao Exército francês em Verdun nunca foi atingido. As baixas do Exército francês foram elevadas, mas pouco mais do que as alemãs. O general (mais tarde marechal) Philippe Pétain poupou as suas forças e apenas tinha as mesmas durante duas ou três semanas da linha da frente, após o qual eram substituídas. Ainda assim, ele conseguiu manter, de forma constante, cerca de 11 divisões francesas – mais de 100 000 homens – no campo-de-batalha de Verdun. Devido ao sistema rotativo de Pétain, 70% do Exército francês passou pela dureza de Verdun, enquanto do lado alemão esse número foi de apenas 25%. O general Pétain era um apoiante da utilização do fogo de artilharia. A sua frase "o fogo mata", era a base da sua estratégia em Verdun. Em Junho de 1916, a artilharia francesa tinha aumentado para 2 708 peças, incluindo 1 138 de 75 mm.
As baixas militares francesas em Verdun, em 1916, eram, oficialmente, de 377 231, incluindo 162 308 mortos ou desaparecidos. O total de vítimas alemãs, entre Fevereiro e Dezembro de 1916, estava registado em 337 000, com cerca de 100 000 mortos ou desaparecidos. Estimativas mais recentes aumentam o total de baixas para 542 000 do lado francês, e 434 000 do alemão. De acordo com estatísticas, 70% das baixas em Verdun, de ambos os lados, resultaram do fogo de artilharia. O total de projécteis lançados pela artilharia francesa, entre 21 de Fevereiro e 30 de Setembro, foi de 23,5 milhões. A maioria deles, 16 milhões, foram disparados das baterias do canhão francês 75 (cerca de 1 000 armas, 250 baterias). Fontes alemãs registam que a sua própria artilharia, maioritariamente pesada e super-pesada, lançou mais de 21 milhões de projécteis entre Fevereiro e Setembro de 1916.
Fotografias da época e visitantes actuais do campo de batalha de Verdun, atestam o elevado número de crateras de bombas, que em muitas vezes se sobrepõem, em cerca de 100 km². Florestas plantadas nos anos 1930 escondem os campos destruídos da "Zone Rouge" (a Zona Vermelha) onde tantos homens perderam a vida ou ficaram gravemente feridos. No terreno de Verdun estarão enterrados mais de 100 000 soldados desaparecidos. Ainda hoje, o Serviço de Florestas Francês descobre restos de ossadas que os entrega ao Ossário de Douaumont.

### O dia-a-dia na batalha
A Batalha de Verdun ficou marcada pelo horror das suas condições de vida. A elevada concentração de combates numa área relativamente pequena, destruía o terreno resultando em condições de vida terríveis para ambos os lados do conflito. A chuva e a constante destruição dos campos, transformou o barro numa área cheia de lama cheia de cadáveres e pedaços de corpos. Em algumas zonas, viam-se mais corpos e ossos no terreno do que a própria terra ou vegetação. As crateras provocadas pelas bombas ficavam cheias de lodo líquido, e eram tão escorregadias que se alguém lá caísse, ou lá se resguardasse, podia morrer afogado. As florestas ficaram reduzidas a pilhas de madeira devido aos constantes bombardeamentos e, em alguns casos, chegaram mesmo a desaparecer.
O efeito nos soldados em batalha era devastador. Muitos soldados não chegaram a ver o inimigo, a não ser os seus projécteis de artilharia. Muitos homens comparavam a sua experiência a ser condenados ao Inferno. O impacto foi pior nas tropas francesas. Sob o comando de Pétain, os soldados eram constantemente substituídos em Verdun; esta abordagem humana assegurava que os soldados não passavam períodos muito prolongados na batalha mas, por outro lado, permitia que grande parte do exército francês passasse pelo menos algum tempo em Verdun.
Um tenente francês em Verdun, morto por um projéctil de artilharia, escreveu no seu diário a 23 de Maio de 1916:

"A Humanidade é louca. Tem de ser louca para fazer o que está a fazer. Que massacre! Que cenas de horror e carnificina! Não encontro palavras para exprimir as minhas emoções. O Inferno não deve ser tão mau. Os homens são loucos!"

### Mortos notáveis
- Émile Driant (oficial de carreira francês, escritor e político)
- Kiffin Rockwell (piloto norte-americano na esquadrilha Lafayette Escadrille, Verdun (Bar-le-Duc), 1916).
- Franz Marc (pintor alemão)

## Significado da batalha

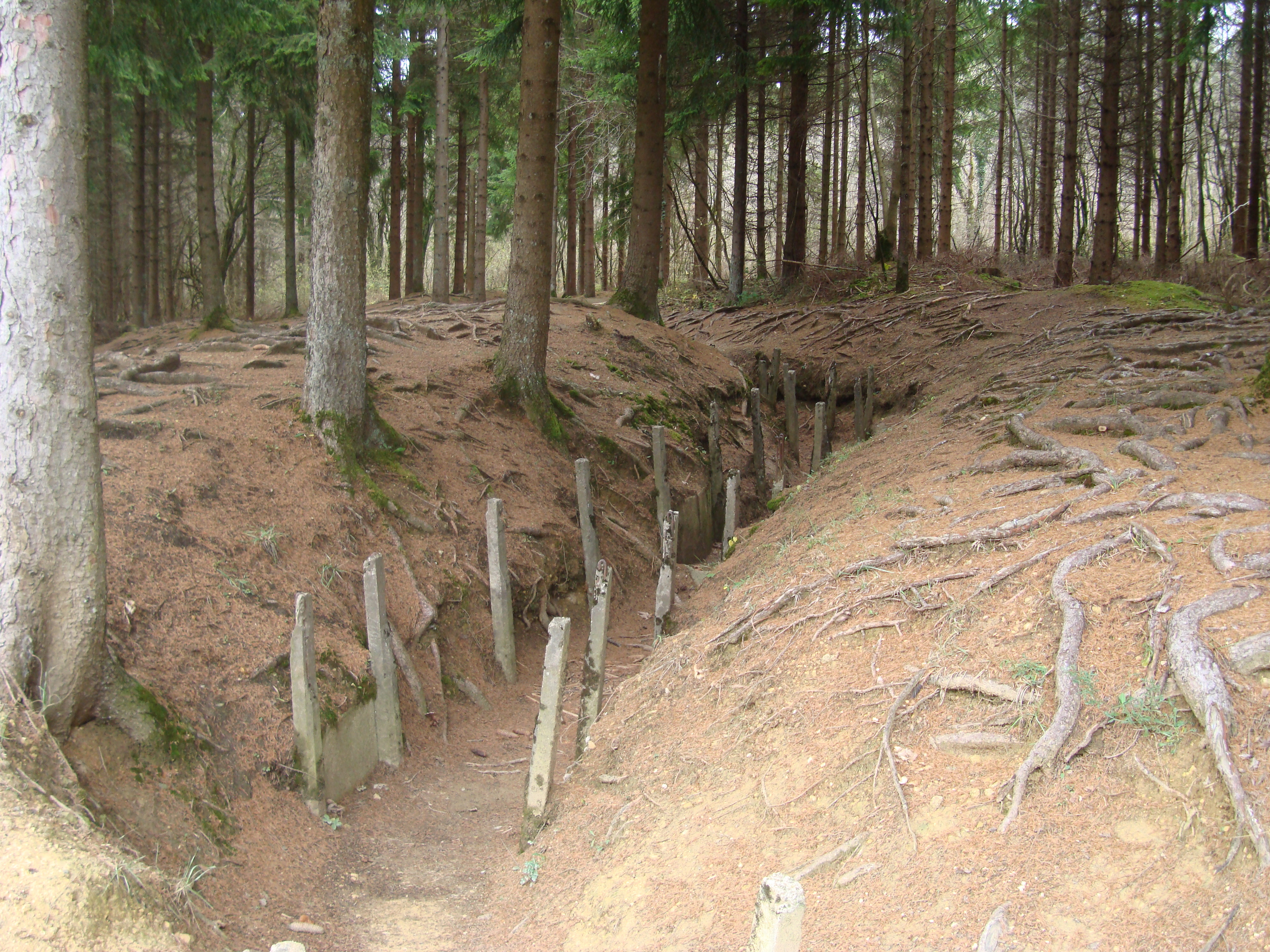
Parte das trincheira de comunicação originais (2009).

A Batalha de Verdun – também conhecida como ‘’A Máquina de Trituração de Verdun’’ ou Meuse Mill— tornou-se um símbolo da determinação francesa para controlar e manter o terreno e fazer frente ao inimigo a qualquer custo. Contudo, era claro que o Alto Comando francês foi apanhado de surpresa pelo assalto de Fevereiro de 1916. Com o passar do tempo, Verdun tornou-se uma batalha de atrito na qual a artilharia teve um papel fundamental. A utilização intensiva de camiões para reabastecimento das tropas e de material nas linhas da frente foi um factor muito significativo que ajudou a equilibrar as forças entre os dois exércitos. Além disso, durante o Verão de 1916, um novo caminho-de-ferro com as vias de tamanho padrão (a linha de Sommeilles-Nettancourt para Dugny) acabou de ser construída substituindo o tráfego da "Voie Sacrée" e da ferrovia "Chemin de fer meusien". Os estrategas alemães nunca pensaram no tráfego intenso da via nem da abertura da linha de caminho-de-ferro Sommeilles-Nettancourt para Dugny.
O Comando alemão tinha escolhido Verdun como um alvo estratégico em vez de Belfort, pois o caminho-de-ferro que atravessava Verdun em tempo de paz há muito que tinha sido interrompida. Uma linha que vinha de sul até Verdun tinha sido cortada quando os alemães ocuparam Saint-Mihiel em 1914, enquanto a outra, em direcção a oeste de Verdun para Paris, estava sob observação alemã e fogo de artilharia em Aubreville. Assim, no início, os estrategas alemães olharam para Verdun tal como ela era: um saliente com três quebras, um cul-de-sac sem uma linha de caminho-de-ferro padronizada e, deste modo, uma oportunidade de preparar um assalto que derrubasse o Exército francês. O que eles não previram foi que, após passada a surpresa, a logística francesa iria melhorar e tirar-lhes a vantagem inicial.
A Batalha de Verdun popularizou a frase do general Robert Nivelle: "Eles não passarão", cujo texto francês original é: "Vous ne les laisserez pas passer, mes camarades" ("[vocês] não os deixaram passar, meus camaradas "), registada na Ordem do Dia de Nivelle de 23 de Junho de 1916. Cerca de dois meses antes, em Abril de 1916, o general Philippe Pétain tinha também emitido uma Ordem do Dia, mas era optimista: "Courage! On les aura" ("Coragem! Eles serão apanhados "). Reciprocamente, a advertência de Nivelle traiu a sua preocupação em relação ao aumento de problemas de moral no campo-de-batalha de Verdun. Os arquivos militares franceses revelam que o facto de Nivelle ter sido nomeado para comandar o 2.º Exército em Verdun, em Junho de 1916, foi seguida de manifestações de indisciplina em cinco dos seus regimentos da linha da frente. Esta situação, nunca antes verificada, iria repetir-se numa escala muito maior e alargada, durantes os Motins do Exército Francês que se seguiram à fracassada Ofensiva Nivelle de Abril de 1917.

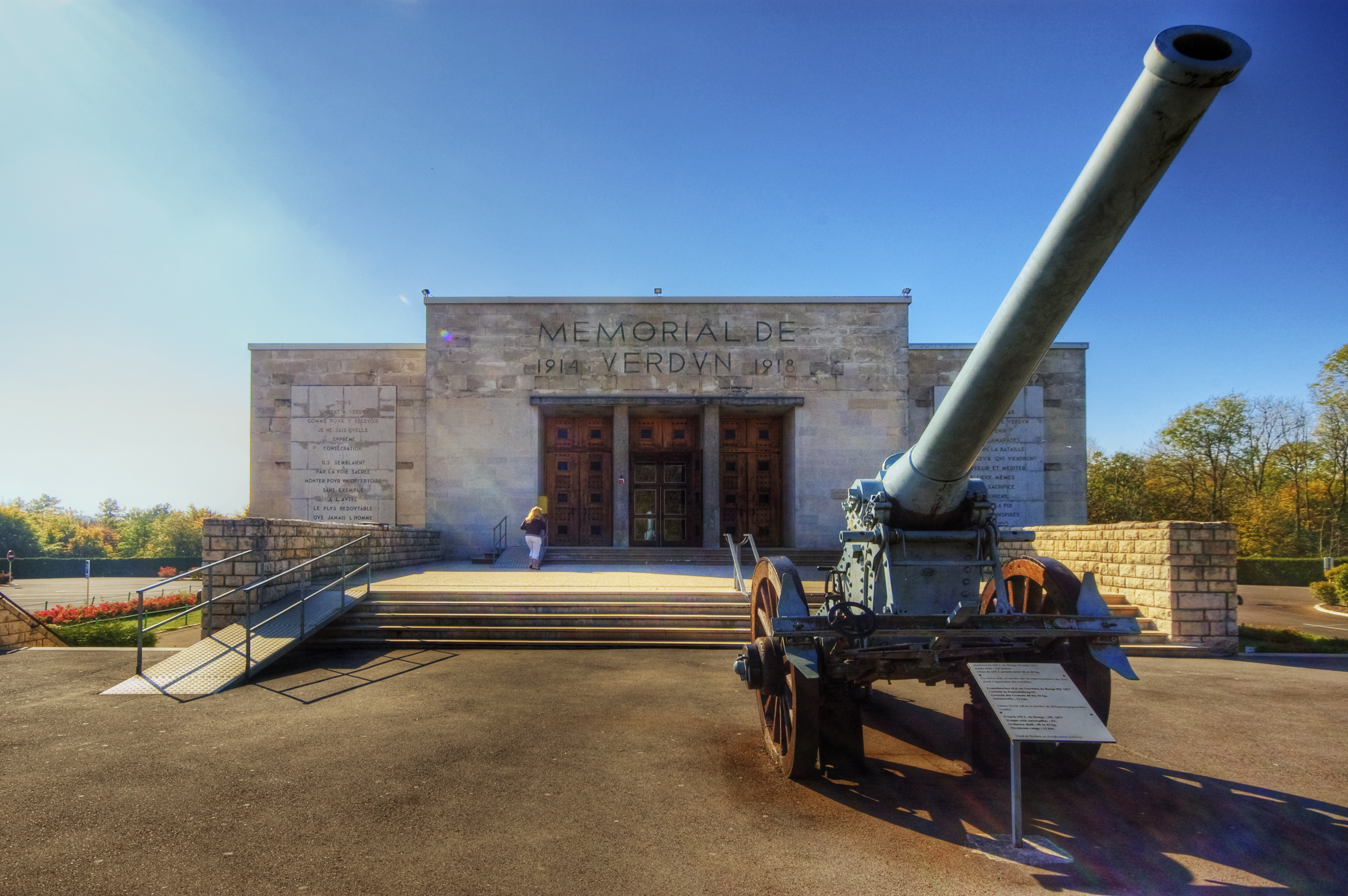
Memorial em Verdun.

O marechal Pétain elogiou o que ele entendeu como o sucesso do sistema de fortificações fixas em Verdun nas suas memórias de guerra, "La Bataille de Verdun", publicadas em 1929. Um ano mais tarde, em 1930, este elogio levou França a adoptar a Linha Maginot como o sistema defensivo de base ao longo das suas fronteiras com a Alemanha. De facto, durante a Batalha de Verdun, a artilharia de campo convencional instalada nas torres dos fortes de Verdun, tinha um factor de 200 para uma. Era a artilharia de campo francesa (mais de 2 000 armas após Maio de 1916 ) que provocou cerca de 70% das baixas alemãs em Verdun. As granadas e as pequenas armas de infantaria, acrescidas de um conjunto de armas das torres dos fortes, fizeram as restantes vítimas. Vinte anos mais tarde, a Linha Maginot apresentava as mesmas falhas na sua concepção que as fortificações de Verdun: peças de artilharia de torre insuficientes em relação à enorme quantidade de betão e aço necessários para suportar estas enormes instalações subterrâneas. Verdun permaneceu um símbolo da determinação francesa durante anos. Na Batalha de Dien Bien Phu, 1953–54, o general Christian de Castries chamou a atenção para a situação que era "semelhante a Verdun.". A analogia não era de todo correcta pois as forças francesas cercadas em Dien Bien Phu tinham que ser totalmente reabastecidas por via aérea, numa faixa de terreno pouco segura, ao alcance da artilharia Viet Minh. Em contrapartida, as forças francesas em Verdun eram reabastecidas por estrada e caminho-de-ferro que ficavam para além do alcance do fogo da artilharia alemã.

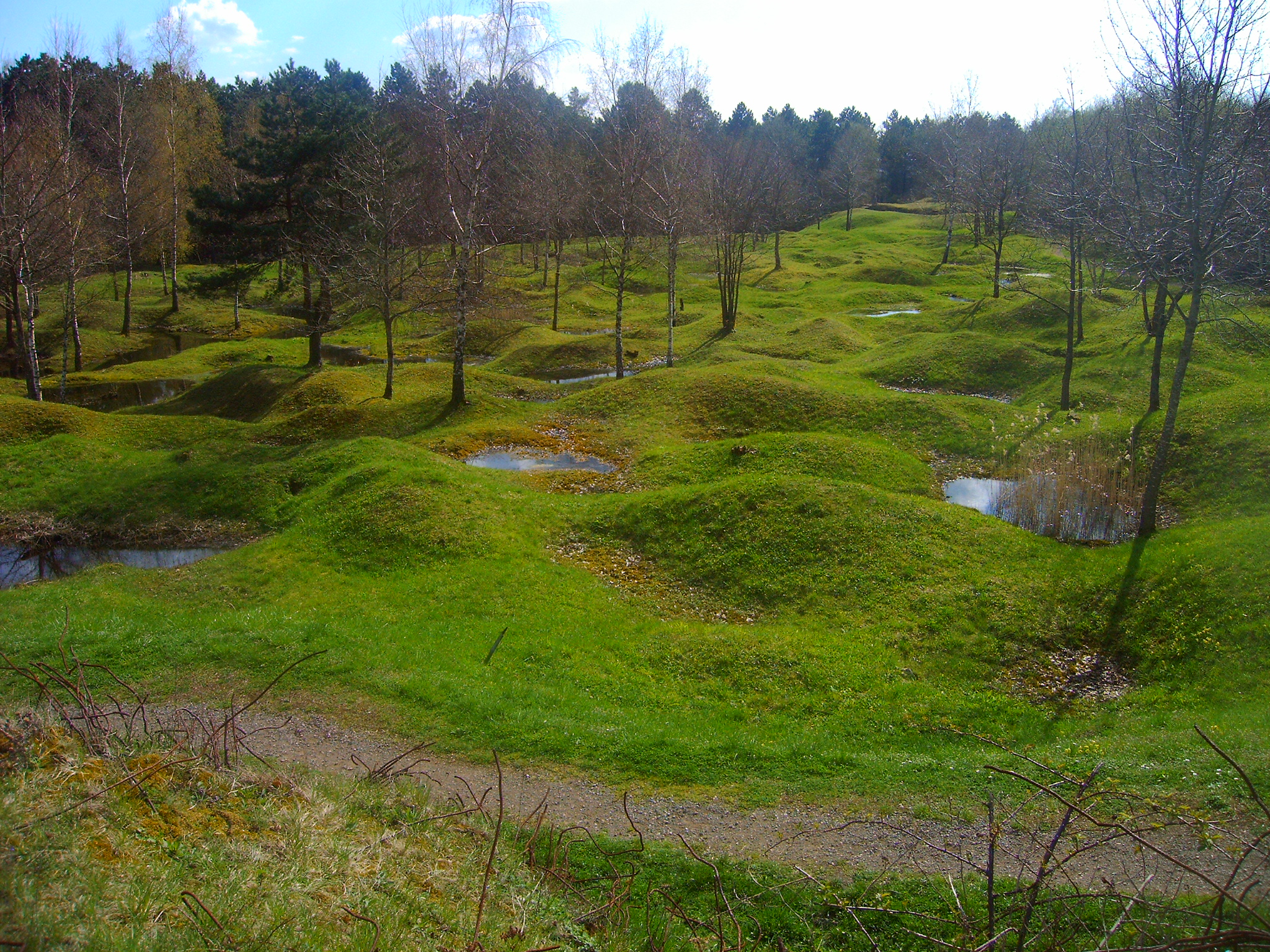
Imagem actual do campo-de-batalha.

A 22 de Setembro de 1984, o Chanceler alemão Helmut Kohl (cujo pai tinha combatido perto de Verdun, na Primeira Guerra) e o Presidente francês François Mitterrand (que tinha sido feito prisioneiro na Segunda Guerra Mundial), reuniram-se no cemitério de Douaumont, de mãos dadas durante alguns minutos, à chuva, num gesto de reconciliação franco-alemã. Contrariamente a este gesto, em Novembro de 1998, o Chanceler alemão Gerhard Schröder decidiu não ter a mesma atitude num com o Presidente francês Jacques Chirac, numa cerimónia semelhante.